# Tirso de Avilés y Hevia
Tirso de Avilés y Hevia (Bolgues, Las Regueras, 1530 - 21 de septiembre de 1598) fue un historiador y religioso español.

Armas antiguas de Asturias

## Biografía
Se dedica a la carrera eclesiástica renunciando a sus derechos como primogénito en favor de su hermano. Se convierte en canónigo de la Catedral de Oviedo y juez del Cabildo catedralicio.
Su reconocimiento llega gracias a sus estudios heráldicos de epigrafía y de historia de gran importancia pues es de las pocas informaciones que ha llegado a nuestros días en ese campo dentro de Asturias si bien muchas de sus obras hoy en día se encuentren desaparecidas.
Entre sus obras cabe destacar «Armas y linajes de Asturias y Antigüedades del Principado» si bien se han conservado otras entre ellas los manuscritos del «Sumario de algunas antigüedades en letreros y lápidas de Asturias del tiempo de los romanos y reyes que están sepultados en su Principado desde el señor don Pelayo y Vida de don Diego Menéndez Valdés, llamado El Valiente». Su estudio Antigüedades que hay en el Principado de Asturias fue elogiado por el geógrafo Acisclo Muñiz Vigo, en su obra Asturias: Referencias geográfico-históricas, quien señaló: "Libro interesantísimo por la variedad de materias que contiene, narrando los sucesos más notables acaecidos en Asturias hasta su siglo, sin olvidar la historia de las casas solariegas [...] sin faltar otros datos muy curiosos, como el arribo y desembarco en Villaviciosa del emperador Carlos V, y su viaje por tierra a la villa de Llanes, donde pernoctó la noche del 25 al 26 de septiembre de 1517; de las epidemias de 1573-1576; de la aparición de un cometa en 1578, que duro setenta días; de un terremoto de aires en 1590; de un ejército de 3 000 hombres y a los que, por los daños que debieron causar, les llama la plaga de la langosta". El RIDEA publicó  Armas y linajes de Asturias y antigüedades del Principado.